# 陨落星辰
《末日決戰》（英語：Falling Skies）是一部美国科幻电视剧，于2011年6月19日起在美国TNT播出。本片由Robert Rodat创造，诺亚·怀勒主演。
第二季於2012年6月17日起播出，共10集。
第三季於2013年6月9日起播出，共10集。
第四季於2014年6月22日起播出，共12集。同年7月18日，TNT續訂了第五季共10集，同時宣佈第五季為「末日決戰」的最終季。

## 故事简介

### 第一季
面對突如其來的外星人入侵，地球的軍隊不堪一擊，各國政府的政權也土崩瓦解。六個月之後，地球上僅有少部分人存活了下來。可是，生存者亦面對六足外星戰士「迅獵獸（Skitters）」及雙足獵殺機器「重甲戰士（Mechs）」的威脅，這些外星人不斷捕捉8至18歳的人類青少年並給他們裝上背甲以控制他们，變成自己的奴隸。
Tom Mason（諾亞·懷勒飾）本是一名歷史學教授，因外星人的入侵而家破人亡。他帶著自己的三個兒子加入了抵抗軍團－－第二獨立團，努力對抗著外星人，但不幸地次子Ben被外星人抓走。
抵抗軍團除了與外星人對抗外，還要想盡辦法解救被控制的孩子們。但由於武力懸殊，抵抗軍團一直處於劣勢地位，到處躲避著外星人的圍追堵截。
直到有一天，抵抗軍中的一人開發出利用外星人機甲製造的子彈，這種子彈能有效擊穿外星人的機甲給予外星人致命打擊。這時，抵抗軍團才看到了武力上稍微向他們傾斜了一點，因此計畫著向外星人的一個據點發起一次突然襲擊……

### 第二季
第二季將從Tom登上外星入侵者的飛船後的3個月開始繼續。當Tom在向外星人解釋人類為何負隅抵抗的同時，Weaver仍然是第二獨立團的指揮官，Anne繼續擔當隨團醫生的重任，而John Pope（Colin Cunningham飾）則暫時成為了「狂戰士」領頭人。
在一次的夜間作戰中，Weaver等人成功殲滅一隊迅獵獸以及重甲戰士，Ben在擊殺最後一隻迅獵獸時，卻誤擊被外星人放走的Tom。受重傷的Tom成功被救回，而在昏迷時，他不斷回想起在外星人飛船內的情景，尤其是面見外星人的領袖時……
由於Tom突然回到第二独立团，所有人都对他忠诚感到怀疑。负责审讯Tom的Pope抓住这个机会来打击他，在第二独立团中到处散播对他不利的言论，其後更打算除掉Tom……
在一次作戰中，Tom及Weaver發現了一處有大量「迅獵獸」屍體的地方，並於該處看到受傷昏迷的Rick。Rick醒後帶領Tom等人前往找尋Ben，最終卻發現Ben及一隻「迅獵獸」，而該「迅獵獸」正是在外星人飛船用電棒攻擊Tom的……
迅獵獸「紅眼」的出現令Tom等人知道迅獵獸同樣是被奴役的外星人，而且知道部份迅獵獸打算組成反抗部隊以對抗他們的主人－－艾斯芬尼人。同時，第二独立团找到一間醫院並以此為據點，其後Hal及Maggie偶然发现了一群被摘除背甲的孩子的尸体，同時發現被摘除背甲但仍生存的Karen……
Ben以為Karen仍被外星人控制，一心想帶她去反抗的迅獵獸那處並將背甲移除，但反被Karen出賣。其後Tom等人趕至並對抗外星人，因Tom以槍脅持外星人首領而成功迫使重甲戰士撤退，最後Tom更把其帶回營地。可是，因外星人包圍營地並放出細小的外星爬蟲攻擊，Tom無奈下唯有釋放外星人首領，並率領眾人前往查爾斯頓……
到達查爾斯頓後，Tom等人遇到新的人類倖存者，並與自己以前的導師Arthur Manchester教授（Terry O'Quinn飾）重逢。一隊迅獵獸反抗部隊突然衝入查爾斯頓，並向Tom說明外星人首領正在建造巨大武器，以及暗殺外星人首領的時機。Tom等人在暗殺外星人首領時被Karen捕捉，更被Karen以電棒折磨。其後迅獵獸反抗部隊出現並解救Tom等人，「紅眼」在戰鬥被外星人首領殺死，最後Tom成功殺死外星人首領，但Karen卻逃走了。
於最後一幕，突然有大量降落艙從天而降，當Tom等人往地面了解時，卻發現這些降落艙內竟是另一種外星人－－沃姆人……

### 第三季
距離上季結束的故事時間已經過去七個月，Tom被查爾斯頓人民選為「新美利堅合眾國」的「總統」，而Weaver上尉也榮升上校，但長子Hal自七個月前從艾斯芬尼人的巢穴回來後便已癱瘓，且不斷產生幻覺與人格分裂，原來Hal已被Karen放置的外星蠕蟲精神控制。此時的查爾斯頓已和沃姆人合作，製造一種強大武器來對抗艾斯芬尼人，但內部卻發現有間諜不斷洩露機密給Karen。
當大家都在懷疑Hal就是間諜的同時，Anne產下了女嬰Alexis，但Anne很快的就查覺Alexis與一般的人類不同，就在Anne把Alexis的基因給Kadar博士測試後證明了她確實並非人類，而是混血外星人。Anne為保女兒Alexis的安全險而出走查爾斯頓，但很快的就被Karen擄獲。
另一方面主角一行人在一次的行動中意外發現，真正的美國總統並沒有死亡，而是隨著殘留的軍隊逃到了一個叫「楔山」的基地。Tom和沃姆人Cochise在接見總統後便把外星同盟的計畫予以告知，幾經波折最後取得總統的支持，但不久查爾斯頓總部便受到嚴重的襲擊，原來真正的間諜並非Hal，而是也受外星蠕蟲控制的Lourdes，總統也被Lourdes殺害。
Tom為救出Anne再度潛入艾斯芬尼人總部，卻只看見Anne和Alexis已塵封在繭中，Karen說她們已經死去。Tom逃出後為了替Anne報仇，在沃姆人Cochise的協助下透過外星武器成功摧毀了艾斯芬尼人總部，進而解除了部分的電網。此時沃姆人的飛船降臨，迎接他們的沃姆人領袖卻告知Tom，所有人類必須被遷移到巴西的一個安全的人類集中營，Tom不從，在Cochise的協助下第二軍團再度流浪返回查爾斯頓。在回程中眾人遇到了已走到末日的Karen，也找回了Anne和Alexis，Karen最後被Maggie擊斃。

### 第四季
因應沃姆人的強制遷徙要求，Tom一家人和第二獨立團只能返回查爾斯頓再作打算。當他們到達查爾斯頓的外圍地區，Tom一家人和第二獨立團的其他倖存者以為他們安全了，但很快便被一種新的艾斯芬尼人的戰爭機器迅速打破了短暫的寧靜，且這種可怕的東西是以前從未見過的……
他們在敵人的攻擊之下傷亡慘重，Tom一家人失散了。Tom及其長子Hal以及部份人被困於艾斯芬尼人的電網中，該處猶如集中營，只能依賴艾斯芬尼人空投食物；Anne則率領其他人繼續抵抗艾斯芬尼人，並一路追查其女兒Alexis的蹤跡；Matt被帶入了艾斯芬尼人的青少年營，不斷被人以洗腦的方式去教導與艾斯芬尼人聯盟的好處；Alexis則建立了一處保護地，帶領並保護Ben及部份倖存者，並宣傳三位一體的概念，相信與艾斯芬尼人和好才能解決問題……
Tom在集中營時曾被帶上飛船與艾斯芬尼人對話，在對話中Tom得知倖存的人類將會被強制「進化」並保留自身意志，成為一種另類的生命，而迅獵獸的反抗部隊則被改造為一種無意識的蜂類生物。
其後Tom等人在集中營內發動作戰，Tom以自身為餌引開所有在營內的迅獵獸，而Pope則成功依靠屏蔽衣以逃離電網並破壞電網的供電系統，最後成功帶領所有人逃離集中營，其後更成功救出被困青少年營的Matt。Anne則在一路上找尋Alexis的下落。最後兩人所帶領的團隊不約而同地到達Alexis所在的地方……
Alexis因具有艾斯芬尼人基因的關係而突然結蛹，在沃姆人Cochise的說明下，Tom等人明白到Alexis破蛹後便非人類，但因在Tom及Anne的拒絕下，其他人不能對Alexis終止結蛹過程。破蛹後，Alexis卻殺死了Lourdes，並逃離，自願成為艾斯芬尼人的同伴。
在Alexis離開後，Tom一行人便被艾斯芬尼人攻擊，保護地瞬間化為廢墟。在攻擊過後，Tom及其長子Hal發現月球上有一點點的綠色光點，其後便得知原來艾斯芬尼人的新能源系統設置在月球，以方便使用無線技術向世界各地的集中營的電網供電。發現了新能源系統的Tom便決定利用艾斯芬尼人的飛船攻擊外星人在月球的設施。
Lexi因聽到艾斯芬尼人要殺死自己的對話後清醒，殺死其一領主後回歸與Tom駕駛飛船飛向月球，最後Lexi犧牲自己以飛船撞向能量核。能量核爆炸後的衝擊波將Tom所搭乘的飛船衝離航道飛進無垠的太空…

### 第五季
當設置於月球的能源系統核心被摧毀後，艾斯芬尼人佔領地球的行動變得步履蹣跚。所有屬於艾斯芬尼的飛船、重甲戰士皆失去動力，而其餘的艾斯芬尼部隊亦開始撤退。
Tom發現自己在上次月球攻擊時被另一個神秘的外星種族救出，其後根據該物種於自己的意識空間所出現的外型，在沃姆人Cochise的口中得知其名為「Dornia」，是迅獵獸的原本型態，同時亦是艾斯芬尼人的「大敵」，但此種族已在艾斯芬尼人的入侵時被摧毀。其後，最後的「Dornia」以Tom的妻子Rebecca的形象與其溝通，並不時隱晦地提供情報。
在Tom回歸後，第二獨立團不斷打擊艾斯芬尼部隊，並拆除艾斯芬尼的戰爭機器，以防一旦恢復動力後會危害人類。但在旅途中，第二獨立團不斷失去團隊的重要成員，使部分成員開始不滿。
在沃姆人的幫助下，第二獨立團得知在仍然有大量的反抗勢力位於各地，並發現艾斯芬尼人活躍於世界各地的首都城市，且被干擾信號屏蔽防止被他人知道其行動。Tom一行人發現在美國本土中，干擾信號最強的地方為華盛頓，他們深信華盛頓為最終決戰的地方，便開始朝著該地緩慢行軍。在旅途中他們發現一處有重兵駐守的軍事基地，進駐後反被管理基地的軍官判以叛國罪且險被槍斃，最後反揭穿軍官是艾斯芬尼的傀儡，成功接管基地並成功聯繫其他反抗勢力。在準備反攻時，Tom透過Dornia獲得了一種生物武器，而Ben亦透過艾斯芬尼的通訊裝置得知有一種比艾斯芬尼的更高階的生物降臨地球。在再三查證後，Tom得知此高階生物實為艾斯芬尼的女王，而當女王降臨至地球亦意味著艾斯芬尼的目的已由「入侵」變更為「佔領地球」。
Tom根據跡象發現女王位於林肯纪念堂，便號召各反抗勢力進攻纪念堂，但其後獲得消息指纪念堂外圍有巨型圍牆環繞。Tom等人在到達後利用地下隧道前往纪念堂，但發現大量艾斯芬尼的蛋，並在通行時因刺激了艾斯芬尼的蛋、一名軍人為摧毀蛋而使用榴彈並爆炸而與眾人分開，最後Tom到達了纪念堂並看見了女王。女王告知Tom攻擊地球的原因：因地球是太陽系唯一適合居住的星球，具有重大的戰略價值，因此派出其女兒及艾斯芬尼部隊佔領，但反被原始人擊敗，而女兒的屍體亦被原始人以能增強力量為由吃掉。女王在向Tom說明後開始吸取其血液，但因Tom啟動Dornia的生物武器，最後感染女王並成功摧毀整個艾斯芬尼。
幾個月後，人類團結一心，並計劃選出一個新的領導人。雖然Tom獲委任為新領導人，但他拒絕了。

## 演员和角色

### 主要角色
| 演員                              | 角色                      | 粵語配音 TVB            | 季度 | 季度 | 季度 | 季度 | 季度 | 演出 集數 |
| 演員                              | 角色                      | 粵語配音 TVB            | 1    | 2    | 3    | 4    | 5    | 演出 集數 |
| --------------------------------- | ------------------------- | ----------------------- | ---- | ---- | ---- | ---- | ---- | --------- |
| 諾亞·懷利 Noah Wyle               | 馬湯米 Tom Mason          | 陳廷軒                  | 主演 | 主演 | 主演 | 主演 | 主演 | 52        |
| 穆恩·布拉得古德                   | 格安妮 Anne Glass         | 程文意(S.1) 陸惠玲(S.2) | 主演 | 主演 | 主演 | 主演 | 主演 | 48        |
| 德魯·羅伊 Drew Roy                | 馬哈爾 Hal Mason          | 巫哲棋                  | 主演 | 主演 | 主演 | 主演 | 主演 | 52        |
| 潔西·斯克拉姆 洁茜·施拉姆         | 嘉蓮 Karen Nadler         | 黃淑芬(S.1) 柚子蜜(S.2) | 主演 | 常規 | 常規 | 客串 |      | 15        |
| 馬克西姆·奈特 Maxim Knight        | 馬文特 Matt Mason         | 梁少霞                  | 主演 | 主演 | 主演 | 主演 | 主演 | 52        |
| 賽切兒·加布埃爾 Seychelle Gabriel | 路德 Lourdes Delgado      | 魏惠娥                  | 主演 | 主演 | 主演 | 主演 |      | 38        |
| 彼得·辛卡達 Peter Shinkoda        | 迪 Dai                    | 麥皓豐                  | 主演 | 主演 | 客串 |      |      | 21        |
| Mpho Koaho                        | 東尼 Anthony              | 馮錦堂                  | 主演 | 主演 | 主演 | 主演 | 主演 | 44        |
| 莎拉·卡特                         | 瑪姬 Maggie               | 羅杏芝                  | 主演 | 主演 | 主演 | 主演 | 主演 | 50        |
| 柯林·庫寧漢姆                     | 龐尊尼 John Pope          | 劉昭文                  | 主演 | 主演 | 主演 | 主演 | 主演 | 46        |
| 康納·傑斯普 康纳·杰瑟普           | 馬彬 Ben Mason            | 胡家豪                  | 主演 | 主演 | 主演 | 主演 | 主演 | 49        |
| 威爾·派頓 Will Patton             | 韋丹尼 Dan Weaver         | 陳欣                    | 主演 | 主演 | 主演 | 主演 | 主演 | 52        |
| 道格·瓊斯                         | Cochise                   |                         |      |      | 主演 | 主演 | 主演 | 28        |
| 斯佳丽·伯恩 Scarlett Byrne        | Alexis "Lexi" Glass-Mason |                         |      |      |      | 主演 | 客串 | 13        |

### 常设角色
- Dale Dye（英语：Dale Dye） 飾 Colonel/General Jim Porter（第1季至現時）
- Megan Danso 飾 Deni（第3季至現時）
- Bruce Gray（英语：Bruce Gray） 飾 Uncle Scott（第1季）
- Martin Roach（英语：Martin Roach） 飾 Mike Thompson（第1季）
- Lynne Deragon 飾 Kate Gordon（第1季）
- Melissa Kramer 飾 Sarah（第1季）
- Steven Weber 飾 Dr. Michael Harris（第1季）
- Dylan Authors 飾 Jimmy Boland（第1、2季）
- Daniyah Ysrail 飾 Rick Thompson（第1、2季）
- Ryan Robbins（英语：Ryan Robbins） 飾 Tector Murphy，「狂戰士」其中一名成員（第2至4季）
- Luciana Carro（英语：Luciana Carro） 飾 Crazy Lee，「狂戰士」其中一名成員（第2、3季）
- Brad Kelly 飾 Lyle，「狂戰士」其中一名成員（第2至4季）
- Billy Wickman 飾 Boon，「狂戰士」其中一名成員（第2季）
- Terry O'Quinn 飾 Arthur Manchester（第2、3季）
- Matt Frewer 飾 General Bressler（第2、3季）
- Laci J Mailey 飾 Jeanne Weaver（第2至4季）
- Brandon Jay McLaren（英语：Brandon Jay McLaren） 飾 Jamil Dexter（第2季）
- Gloria Reuben（英语：Gloria Reuben） 飾 Marina Peralta（第3季）
- 羅伯·蕭恩·萊納德 飾 Dr. Roger Kadar（第3、4季）
- Dakota Daulby（英语：Dakota Daulby） 飾 Kent Matthews（第4季）
- Treva Etienne（英语：Treva Etienne） 飾 Dingaan Botha（第4季至現時）
- 米拉·索維諾 飾 Sara（第4季至現時）
- John DeSantis（英语：John DeSantis） as Shaq（第4季至現時）